# Кюкенталь, Георг
Георг Кюкенталь (нем. Georg Kükenthal или нем. Georg Kuekenthal, 30 марта 1864 — 20 октября 1955) — немецкий ботаник, теолог и священник.                     

## Биография
Георг Кюкенталь родился в городе Вайсенфельс 30 марта 1864 года. Он был братом немецкого зоолога Вилли Георга Кюкенталя. 
С 1882 по 1885 год Георг Кюкенталь изучал теологию в Тюбингене и Галле. 
Он внёс значительный вклад в ботанику, описав множество видов семенных растений.    
Георг Кюкенталь умер в городе Кобург 20 октября 1955 года. 

## Научная деятельность
Георг Кюкенталь специализировался на семенных растениях.  

## Научные работы
- 1936. Cyperaceae-Scirpoideae-Cypereae, etc. Das Pflanzenreich. Hft. 10.
- 1909. Cyperaceae-Caricoideae, etc. En: Engler, HGA ed. DasPflanzenreich: regni vegetabilis conspectus 4 (20): 247. Leipzig.
- 1905. Kükenthal, G; L Gross. Carex divulsa × remota. Mitteilungen desbadischen botanischen Vereins 207: 74—75.
- 1930. Beiträge zur Flora von Coburg und Umgebung (Rosen und Brombeersträucher) (zusammen mit Hans Woldemar Schack).